# Krahnepuhl

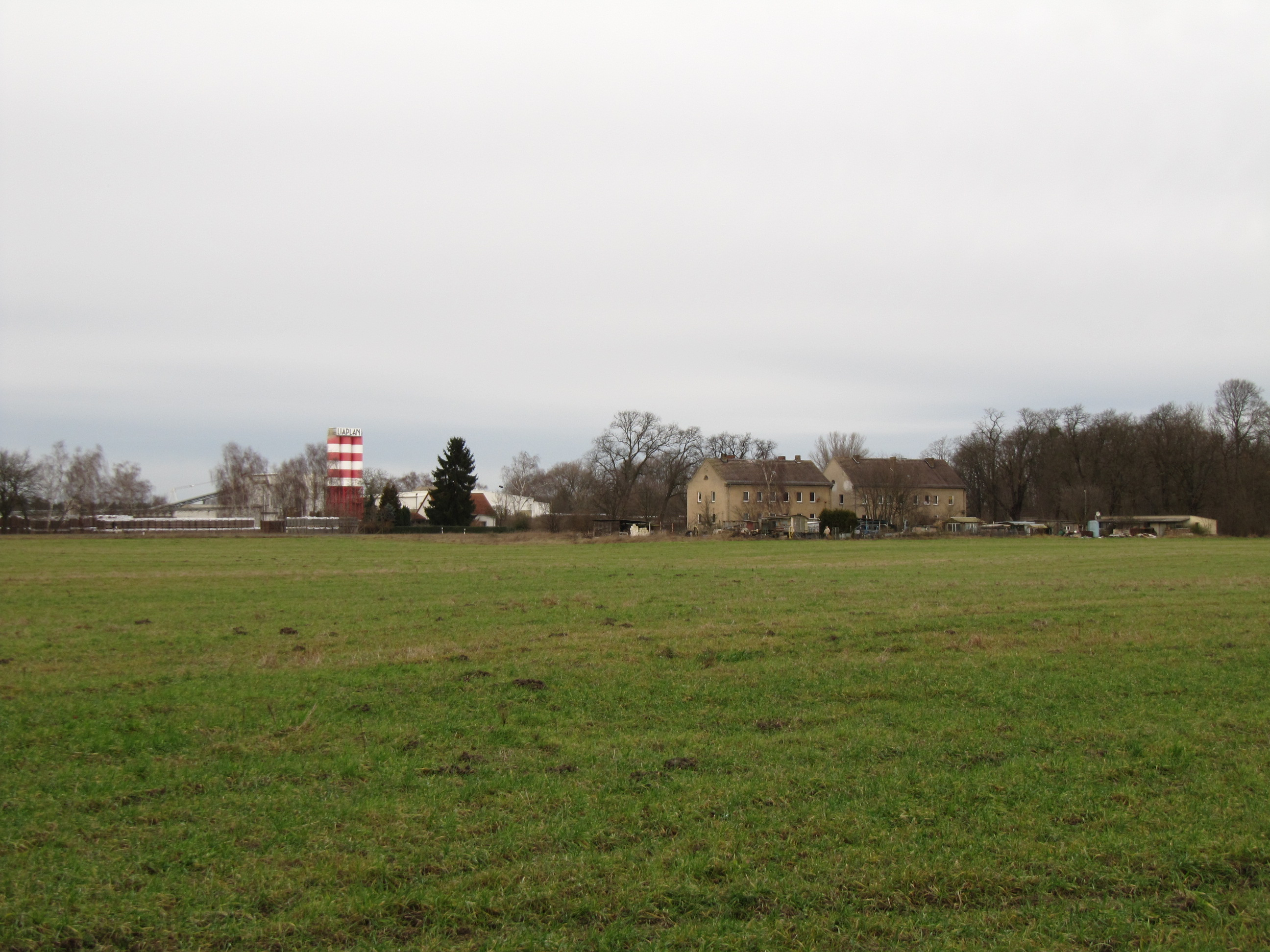
Kranepuhl

Krahnepuhl [ˈkʀaːnəpuːl] (bei OpenStreetMap: Kranepuhl) ist ein Wohnplatz der Stadt Havelsee und gehört innerhalb der Stadt rechtlich zum Ortsteil Briest. Er liegt nördlich des Dorfes Briest an der Landesstraße 962. 

## Geschichte
Die Geschichte Krahnepuhls ist eng mit dem Ziegeleiwesen verknüpft. Im Zuge der Industrialisierung und dem mit ihr einhergehenden Bauboom wurden im Gebiet der Stadt Havelsee zahllose Ziegeleien eröffnet, in denen Ton zu Klinkern gebrannt wurde. Durch die Lage direkt an der Havel besaß das Gebiet einen infrastrukturellen Vorteil, da auf ihr die Bausteine zügig und verhältnismäßig einfach in die Städte Brandenburg, Potsdam und Berlin transportiert werden konnten. Schiffsladungen bestanden üblicherweise aus etwa 40.000 bis 50.000 Ziegelsteinen.
So wurde 1840 auch im damals noch zum Dorf Tieckow gehörenden Gebiet des heutigen Krahnepuhls eine Ziegelei eröffnet und für diese eine Hafenanlage konstruiert. Neben der Ziegelei wurden in Krahnepuhl einige Wohnhäuser in erster Linie für Ziegeleiarbeiter gebaut, die auch heute noch bewohnt sind. 1957 wechselte das Ziegelwerk Krahnepuhl mitsamt dem Wohnplatz von der Gemeinde Fohrde, zu der das Dorf Tieckow seit 1952 gehörte, nach Briest. Die Ziegelherstellung wurde letztlich bis zum Jahr 1972 betrieben, bis der Grundstoff Ton immer knapper wurde. Dann erfolgte die Umstellung auf neuere Werkstoffe. In späteren Jahren wurden die zu Krahnepuhl gehörenden Uferbereiche mit einigen weiteren Einfamilien- und Wochenendhäusern bebaut. Das Baustoffwerk existiert noch bis in die heutige Zeit.